# Agnieszka Graff

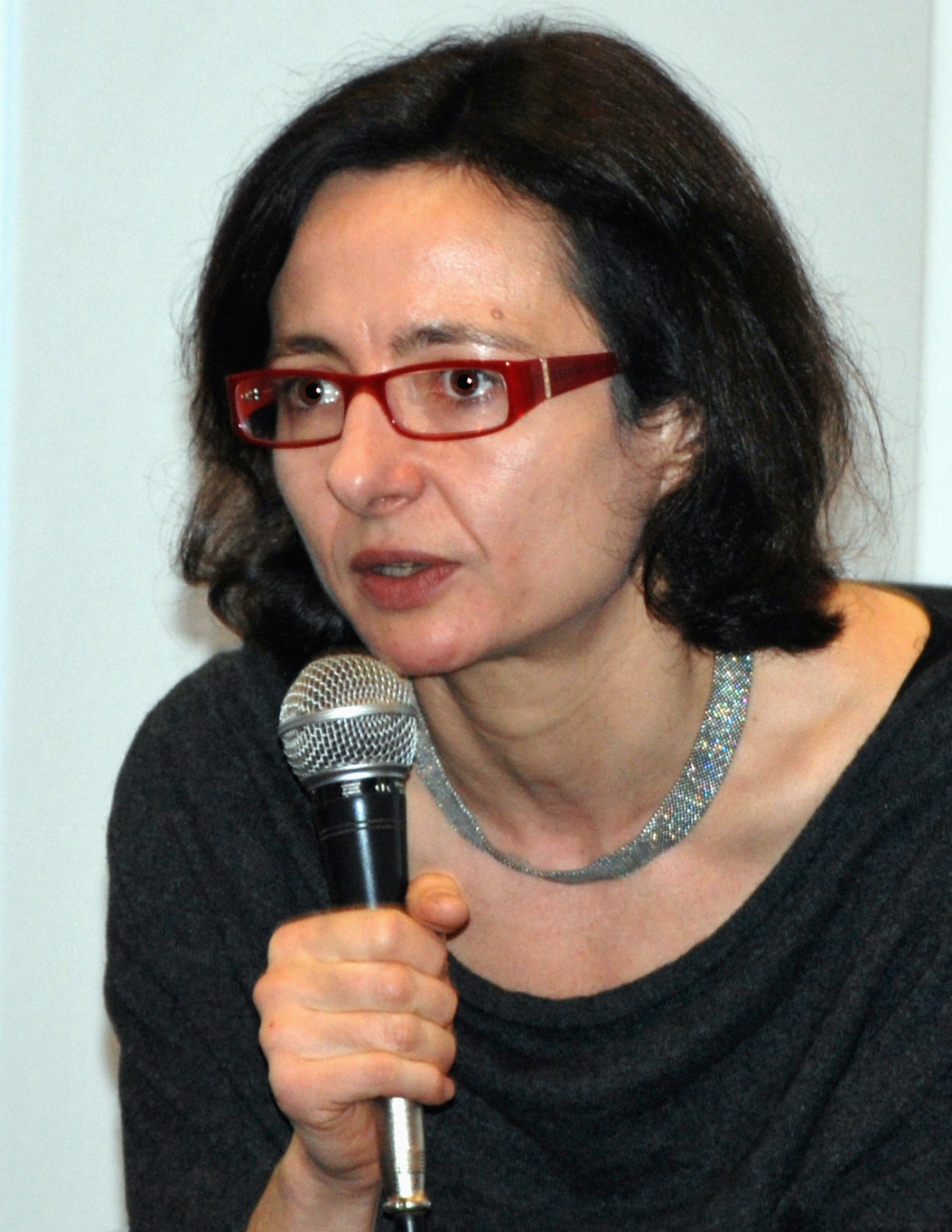
Agnieszka Graff, 2011

Agnieszka Graff-Osser (* 2. März 1970 in Warschau, Polen) ist eine polnische Schriftstellerin, Publizistin, Wissenschaftlerin und feministische Aktivistin. Graff ist Professorin am American Studies Center der Universität Warschau, ihre Forschungsschwerpunkte liegen unter anderem bei Feminismus, Gender-Studies und Anti-Gender-Bewegung.

## Leben
Agnieszka Graff studierte Anglistik am Amherst College in Massachusetts und absolvierte ein postgraduales Studium an der Universität Oxford. 1999 promovierte Graff zu englischer Literatur an der Universität Warschau. 2014 wurde Graff mit einer vergleichenden Arbeit zu Geschlecht und Identitäten in den USA und Polen, ebenfalls an der Universität Warschau, habilitiert. 
Graff veröffentlichte eine Reihe von Artikeln, Essays und Kolumnen zu geschlechtspolitischen Themen. Außerdem ist sie Mitbegründerin des Porozumienie Kobiet 8 Marca, einem informellen Zusammenschluss von Menschen in Polen, die zu Gleichberechtigung, geschlechtlicher Diskriminierung arbeiten. 

## Veröffentlichungen
- Agnieszka Graff: Angry Women: Poland’s Black Protests as ‘Populist Feminism’. In: Gabriele Dietze and Julia Roth (Hrsg.): Right-Wing Populism and Gender. transcript Verlag, 2020, ISBN 978-3-8394-4980-6, S. 231–250, doi:10.1515/9783839449806-013.
- Agnieszka Graff: Looking at Pictures of Gay Men: Political Uses of Homophobia in Contemporary Poland. In: Public Culture. Band 22, Nr. 3, 1. September 2010, ISSN 0899-2363, S. 583–603, doi:10.1215/08992363-2010-010.
- Agnieszka Graff, Elżbieta Korolczuk: Anti-Gender Politics in the Populist Moment. 1. Auflage. Routledge, London 2021, ISBN 978-1-00-313352-0, doi:10.4324/9781003133520.